# 李赫咺
李赫咺（1926年—），一作李赫晅，男，湖南长沙人，中国物理化学家，曾任南开大学教授、博士生导师。